# Concorde
Aérospatiale-BAC Concorde 101/102 (z lat. concordia, jednota, svornost) byl britsko-francouzský nadzvukový dopravní letoun, který byl ve službě v letech 1976 až 2003. Provozovaly jej British Airways a Air France a symbolizoval usmíření rivality mezi Velkou Británií a Francií. Jeho maximální rychlost přesahovala dvojnásobek rychlosti zvuku - Mach 2,04 (1335 mil/h nebo 2180 km/h v cestovní výšce) s cestovní rychlostí 2158 km/h a místy pro 100 cestujících. Poprvé letěl v roce 1969, do služby vstoupil v roce 1976 a v létání pokračoval dalších 27 let. Jde o jeden ze dvou nadzvukových dopravních letounů, které byly provozovány komerčně; druhý je sovětský Tupolev Tu-144, který byl nasazen na konci sedmdesátých let.
Concorde byl společně vyvinut a vyráběn společností Sud Aviation (později Aérospatiale) a British Aircraft Corporation (BAC) na základě britsko-francouzské smlouvy. Bylo vyrobeno dvacet letadel, včetně šesti prototypů a vývojových typů. Air France (AF) a British Airways (BA) byly jedinými leteckými společnostmi, které s Concordem létaly. Letoun využívali hlavně bohatí cestující, kteří si mohli dovolit zaplatit vysokou cenu výměnou za rychlost a luxusní služby letadla. Například v roce 1997 byla cena zpáteční letenky z New Yorku do Londýna 7 995 $ (12,5 tis. USD v přepočtu na rok 2018), což je více než třicetinásobek ceny nejlevnější možnosti letu po této trase.
Původní odhad nákladů na program ve výši 70 milionů liber byl velmi překročen a zpožděn, přičemž nakonec stál 1,3 miliardy liber. Právě tyto extrémní náklady se staly hlavním faktorem ve výrobním běhu, kdy se vyrobilo méně letounů, než se očekávalo. Později přibyl další faktor, který ovlivnil životaschopnost všech nadzvukových dopravních programů, tedy to, že nadzvukový let mohl být provozován pouze na trasách nad oceánem, aby se zabránilo šíření rázové vlny v obydlených oblastech. Po patnáctiletém vývoji byl Concorde zařazen do letové služby a Britové s Francouzi provozovali každý pouze 7 letounů Concorde. Náklady na kus nebylo možné kompenzovat, čili náklady na vývoj absorbovala francouzská a britská vláda. British Airways a Air France dokázaly provozovat Concorde se ziskem navzdory velmi vysokým nákladům na údržbu, protože letadlo dokázalo udržet vysokou cenu letenek.
Kromě dalších destinací létal Concorde pravidelné transatlantické lety z londýnského letiště Heathrow a pařížského letiště Charlese de Gaulla na mezinárodní letiště Johna F. Kennedyho v New Yorku, na mezinárodní letiště Washington Dulles ve Virginii a na mezinárodní letiště Grantley Adamse v Barbadosu; na těchto trasách létal za méně než polovinu času ostatních letadel. Přelet přes Atlantik trval přibližně 3 až 3,5 hodiny, letová výška byla 15 km po startu a postupně stoupala na 18 km. 
V roce 2006 Concorde zvítězil ve Velké britské designové soutěži, kterou pořádala BBC a Design Museum. Porazil další známé designy jako je BMC Mini, minisukně, Jaguar E-Type, schéma londýnského metra a Supermarine Spitfire. V roce 2003, tři roky po havárii letu Air France 4590, při níž všichni cestující a posádka zemřeli, byl Concorde vyřazen ze služby. Přispěl k tomu také obecný pokles v odvětví komerčního letectví do města New Yorku po útocích z 11. září v roce 2001 a ukončení podpory údržby Concordu od společnosti Airbus (nástupnická společnost firem Aérospatiale a BAC), jako další z důvodů se udával špatný dopad na ekologii. Concorde byl považován za krále vzduchu. Až na zmíněné neštěstí v roce 2000 nedošlo během 27 let jeho provozu nikdy k větším nehodám nebo problémům.

## Vývoj

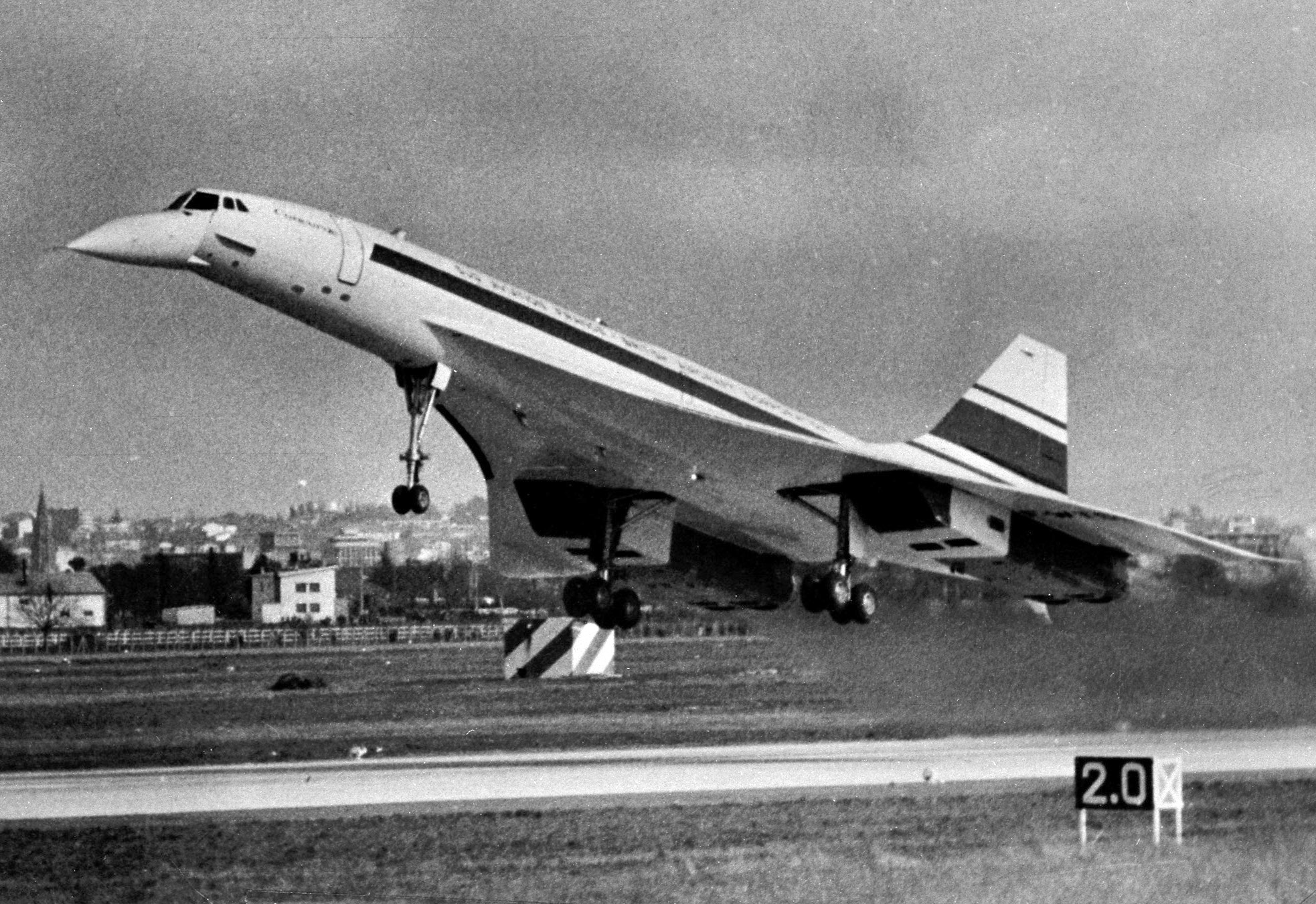
Concorde 001, 2. března 1969

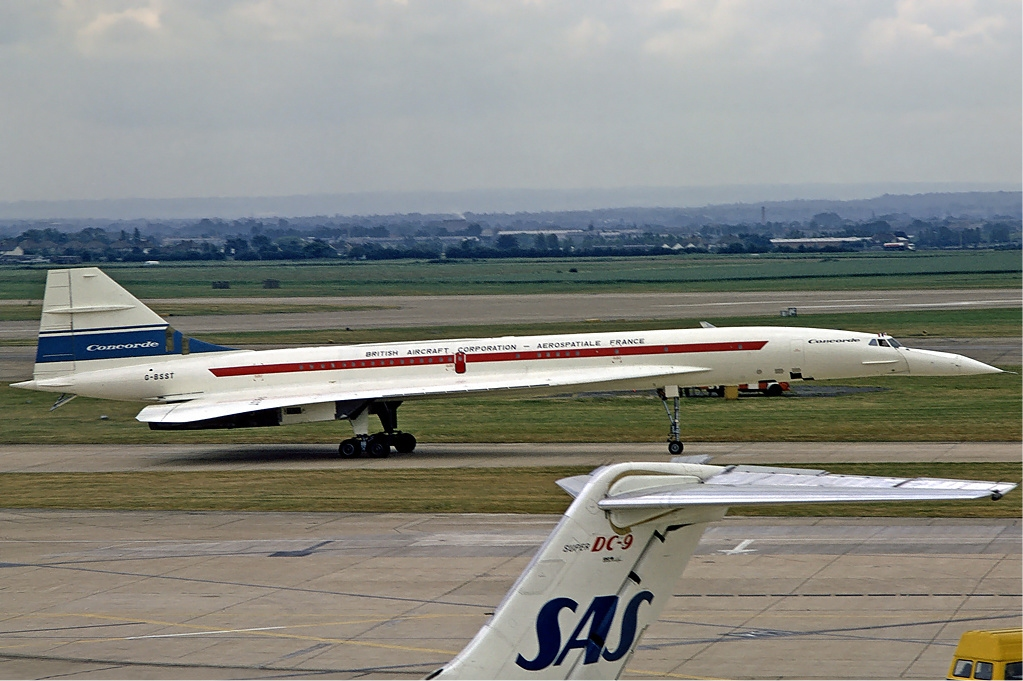
První zastávka Concordu na letišti London Heathrow 1. července 1972

Concorde byl vyvinut v 60. letech a v té době vzbudil velký zájem u aerolinií. V roce 1967 i německá Lufthansa objednala tři letadla. První let Concordu (F-WTSS) provedla zkušební posádka velitele Andrého Turcata 2. března 1969 z letiště v Toulouse. Zálet britského stroje (G-BSST) provedla posádka Brian Trubshaw, John Cochrane a Brian Watts 9. dubna 1969 z továrního letiště ve Filtonu.
Naproti všem očekáváním a hlavně kvůli ropné krizi na začátku 70. let se komerční nadzvuková letadla ukázala jako nezajímavá, hlavně pro enormní provozní náklady. Všechny objednávky byly stornovány, jen letecké společnosti Air France a British Airways musely Concordy převzít. Na trasách Paříž/Londýn – New York byl dokonce dosažen značný zisk v luxusní přepravě cestujících.[zdroj⁠?!] Koncem 70. let Concorde létal ve spolupráci s British Airways také na trasách dalších leteckých společností – Singapore Airlines, Braniff International a Lufthansa. Jedno letadlo mělo dokonce nápis Singapore Airlines. Celkově byly vyrobeny – 2 prototypy, 2 předsériové modely, 16 sériových letadel. V roce 1979 byla výroba zastavena.
Od začátku svého provozu 21. ledna 1976 letoun létal i do Ria de Janiera a Singapuru, nakonec však létal jen na lince mezi Paříží resp. Londýnem a New Yorkem. Jedním z důvodů byl krátký dolet (6 000 km) a na mnohých letištích nedostal povolení k přistání, protože byl příliš hlučný (startující Concorde byl slyšet ve vzdálenosti 8 km). Z prestižních důvodů Concorde létal charterové lety i na jiná letiště.

### Konec Concordu

Pořadí přečerpávání paliva v závislosti na fázi letu.

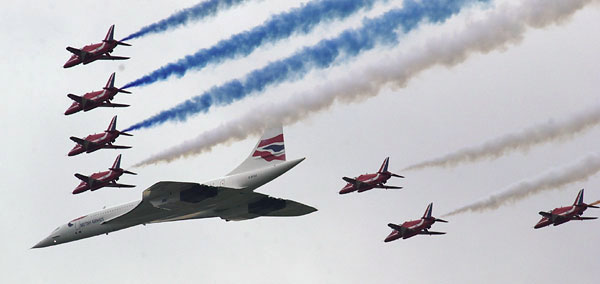
Let Concordu s letkou Red Arrows

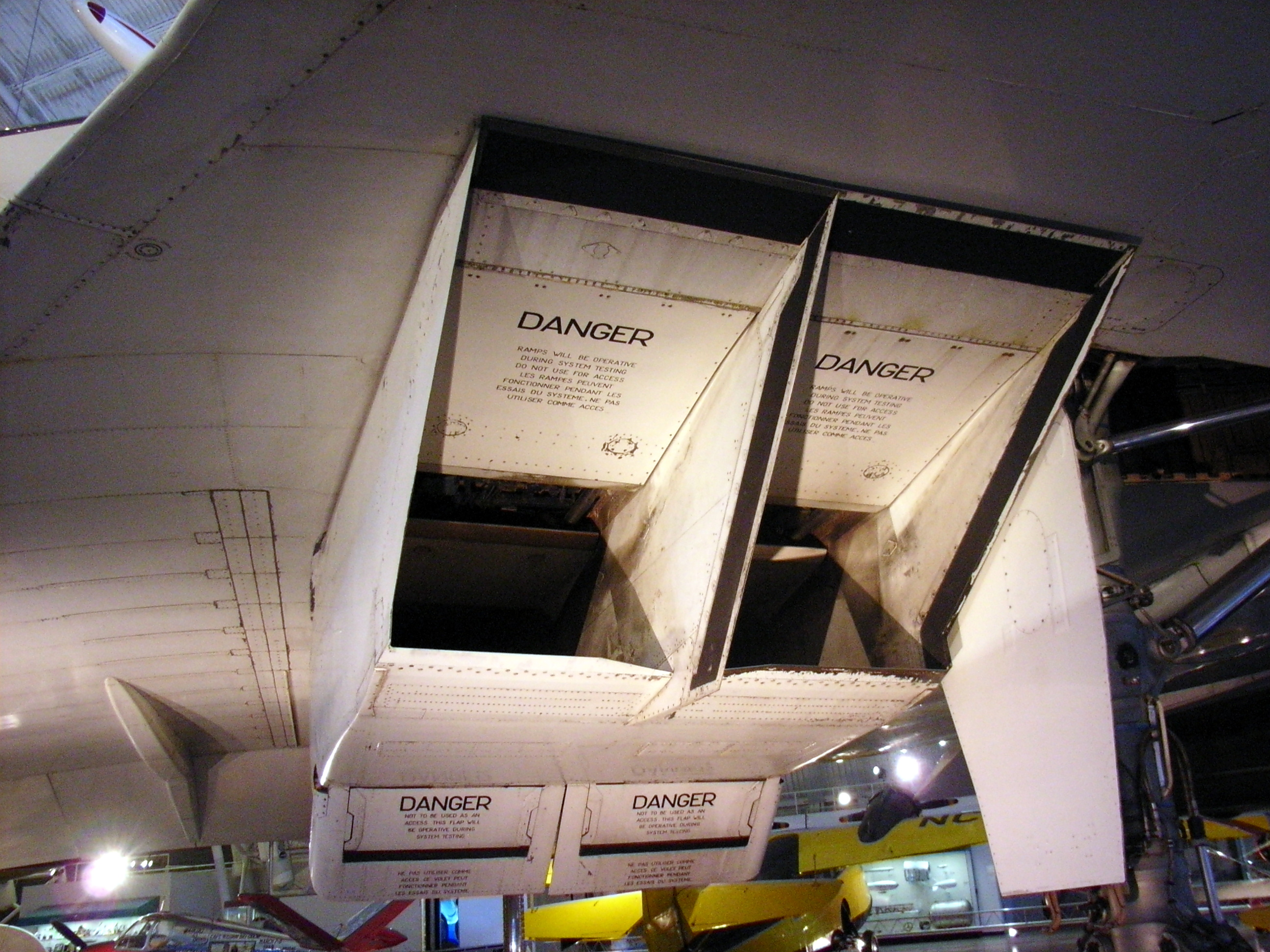
sání motoru

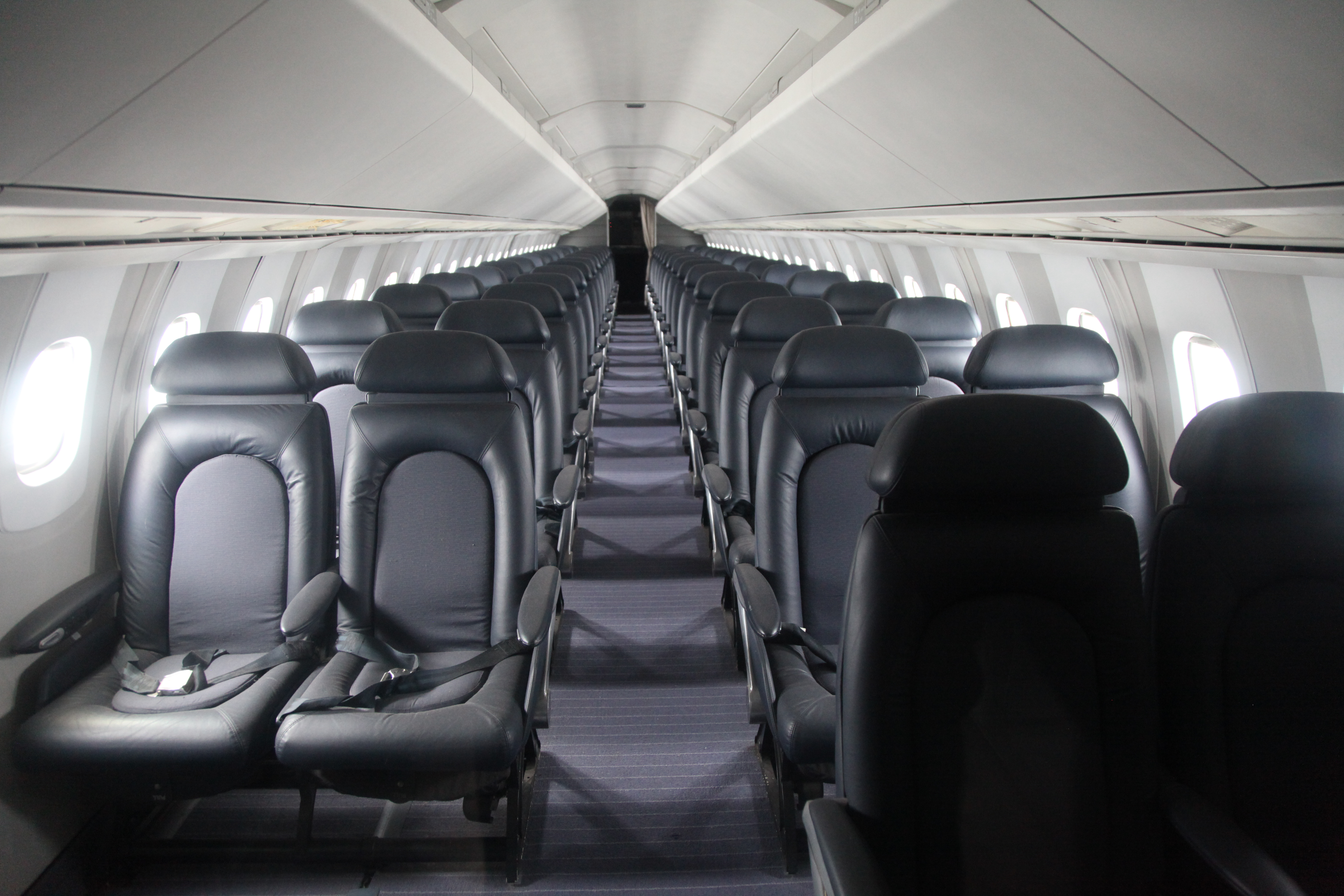
Paluba Concordu

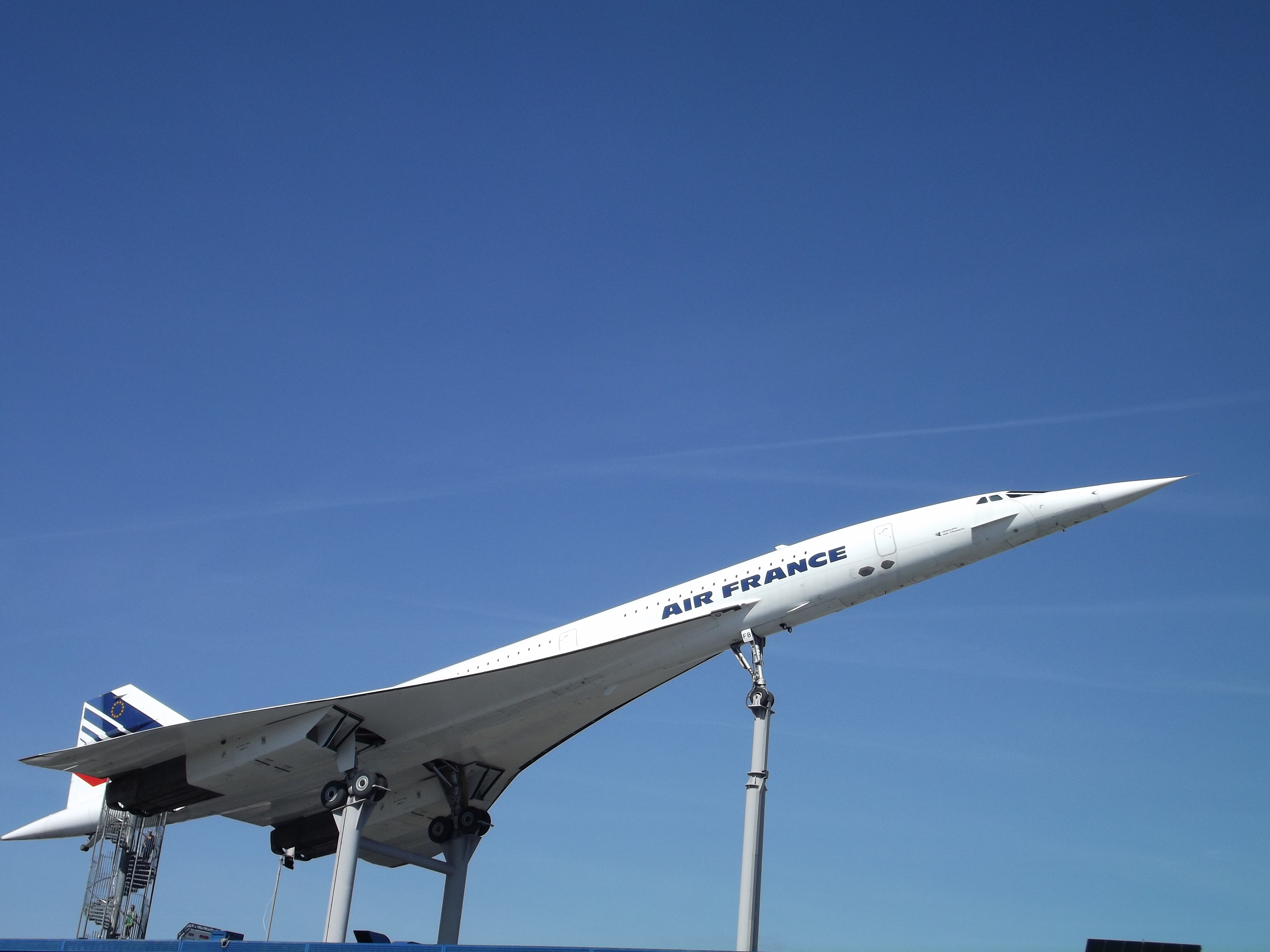
Concorde v muzeu Sinsheim

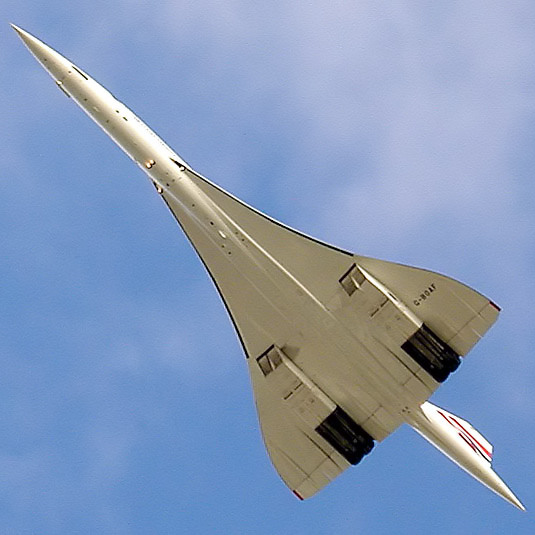
Pohled na krásné gotické křídlo při posledním letu G-BOAF z Heathrow 23. listopadu 2003

Dne 25. července 2000 se Concordu Air France 4590 při startu na letišti Charlese de Gaulla v Paříži roztrhla pneumatika. Protrhl ji kovový díl, který odpadl z letounu DC-10 Continental Airlines, který startoval předtím. Concorde na něj najel kolem. Kromě této oficiální příčiny ovšem existuje i verze, že skutečným důvodem roztržení pneumatiky byl špatně sesazený podvozek (chybějící distanční kroužek na hřídeli mezi koly), což způsobilo rozkmitání kol a jejich přehřátí.

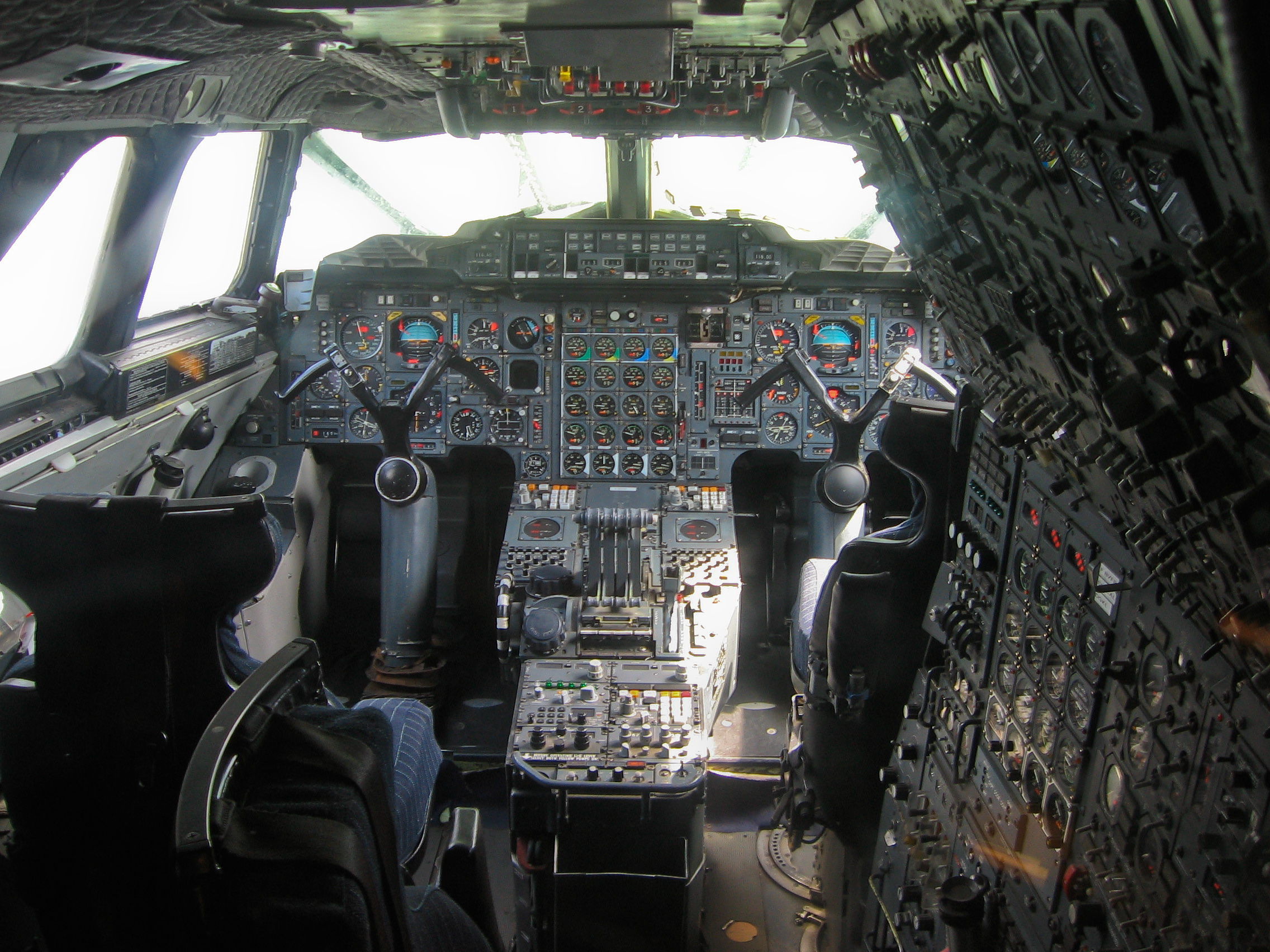
Kokpit Concordu

Vymrštěné gumové části pneumatiky prorazily elektrický kabel levého podvozku a levou spodní část křídla, které tím bylo zčásti také poškozeno. Kvůli nárazu vznikly v nádržích díry. Vytékající palivo se zapálilo o elektrický kabel v blízkosti pohonné jednotky a postupně se vzňalo v celém levém křídle. Start se už v tomto okamžiku nedal zastavit, letoun byl pro nouzové brzdění příliš rychlý. Pilot, alarmovaný palubními přístroji a řídící věží, měl jedinou možnost - vzlétnout a pokusit se nouzově přistát.
Vzlétnout se mu podařilo, ale požár byl příliš velký a ničil strukturu křídla příliš rychle. S rozpadajícím se křídlem a jen částečnou hnací silou stroj nedokázal nabrat výšku a krátce po vzletu se zřítil na hotel v městečku Gonesse u Paříže. Všech 109 osob na palubě a čtyři osoby v hotelu přišly o život.
Letecká společnost Air France proto zastavila provoz všech Concordů a britský letecký úřad stáhl povolení na lety, které byly opět obnoveny až po četných konstrukčních změnách dne 7. listopadu 2001. Britové vyvinuli zesílení nádrží pomocí vložené tkaniny z kevlarových vláken, a francouzský výrobce pneumatik Michelin vyvinul stabilnější pneumatiky, odolné vůči prasknutí, které se používají i u Airbusu A380. Kvůli změnám, které stály okolo 100 milionů euro, se stal Concorde těžší, což zmenšilo jeho šanci na hospodárné využití.
7. listopadu 2001 byla obnovena letecká linka mezi Paříží resp. Londýnem a New Yorkem. Ale kvůli malému zájmu ze strany cestujících, ovlivněného i leteckou krizí v souvislosti s událostmi 11. září 2001, zánikem WTC, kam mnozí cestující dříve směřovali, a novým bezpečnostním nedostatkům, vyhlásily společnosti Air France a British Airways dne 10. dubna 2003, že v průběhu roku 2003 budou letecké linky Concordu zrušeny. Poslední let Concordu společnosti Air-France se uskutečnil 24. června 2003, British Airways ukončil lety Concordu 24. října 2003. Úplně poslední let Concordu s imatrikulací G-BOAF se uskutečnil 26. listopadu 2003 pod vedením šéfpilota Mike Bannistera z londýnského Heathrow do Filtonu v Anglii. Hlavním důvodem je velká spotřeba. Concorde měl sklopný nos kvůli viditelnosti pilotů při vzletu a přistání. 2. vysouvací sklo měl kvůli zvuku v kabině letadla.

## Rekordy
Od 15. do 17. srpna 1995 se Concordu podařil nejrychlejší let okolo světa za 31 hodin, 27 minut a 49 sekund. Měřil se přitom celkový čas, od startu v Paříži až po opětovné přistání v Paříži včetně všech mezipřistání. 7. února 1996 Concorde British Airways přeletěl trasu New York – Londýn za 2 hodiny, 52 minut a 59 sekund. Toto je dodnes rekord pro nejrychlejší přelet přes Atlantik v civilním letadle.
Letoun také umožnil nejdelší úplné zatmění slunce pozorované člověkem a to letem nad Afrikou 30. června 1973 po dobu 74 minut ve stínu měsíce. Let byl proveden s modifikovaným prototypem 001 kde byly přidány okna do střechy a upravena elektroinstalace pro napájení vědeckých přístrojů které nahradily sedadla.

## Význam pro letecký průmysl
Vývoj Concordu byl umožněn výlučně vysokými státními podporami ze strany Francie a Velké Británie. V běžném provozu Concorde přinášel zisk jen částečně. Kromě rekordních výkonů v nadzvukovém létání je nejvýznamnějším dosaženým přínosem technologický pokrok v leteckém průmyslu – z vývoje Concordu a Tu-144 těží výrobci letadel dodnes. Celý projekt Concorde však nebyl za celou dobu své existence nikdy ziskový.

### Vybavení paluby pro cestující
Maximální kapacita letadla činila 144 osob. Sedadla mohla být uspořádána různě ve čtyřech řadách. Paluba byla vybavena toaletami a dvěma kuchyněmi. Pod přední a zadní částí paluby se nacházel prostor pro zavazadla. Příruční zavazadla na palubě povolena nebyla. British Airways provozoval letoun se čtyřicetimístnou přední a padesátimístnou zadní kabinou, ve které obsluhovala šestičlenná posádka. Na palubě existovala jen jedna třída – první, letenky byly přibližně o 20 % dražší než letenky první třídy v podzvukových letadlech. Velmi stísněný prostor na sezení byl vykompenzován koženými sedadly, vynikající kuchyní, podávanou v porcelánu a samozřejmě se šampaňským.

### Letová dráha aletová výška
Při letu z Londýna do New Yorku letoun vyletěl do výšky 8 400 m podzvukovou rychlostí, potom jižně od Bristolu zapnul přídavné spalování – forsáž – a stoupal dál, aby zrychlil na nadzvukovou rychlost, které dosáhl přibližně nad ostrovem Lundy. Takto se mohl vyhnout tomu, aby zvukové vlny a zvukový náraz (aerodynamický třesk) při překonávání nadzvukové rychlosti zasáhly pevninu. Letoun zrychlil dál na Mach 1,7, vypnul přídavné spalování a při dosažení výšky 15 000 m dosáhl rychlosti Mach 2, během letu stoupal dál pozvolna až na 17 700 m. To trvalo až do začátku klesání při přistání. Klasická proudová letadla létala pro srovnání ve výškách 12 000 m až 13 500 m.

### Kabina pilota avýhled zkabiny
Špičku Concordu tvoří hydraulicky sklápěný zobák se sklopným bočním oknem. Při rychlostech nad 460 km/h byl zobák a ochranný štít úplně vytažen kvůli aerodynamickému odporu. V této poloze měl pilot během letu omezený přední výhled. Ve výškách pod 3 000 metrů při rychlosti okolo 460 km/h byl zobák sklopen o 5°, což zabezpečovalo dobrý přední výhled. Při přistávání byl zobák sklopen o 12° a umožnil tak pilotovi optimální výhled při vysunutém podvozku. Kabina pilota v Concordu leží 11,4 m před předním podvozkem, což znamená, že při odbočení na VPD se pilotova kabina nacházela daleko za hraničním trávníkem. Pilot a druhý pilot seděli v kabině vedle sebe, zatímco letový inženýr seděl na otočné židli za druhým pilotem.

## Chronologie
| 2. března 1969     | první zkušební let prototypu 001 v Toulouse |
| 1. října 1969      | poprvé byla překročena rychlost Mach 1 |
| 4. listopadu 1970  | Byla dosažena rychlost Mach 2 v délce 53 minut |
| 30. června 1973    | Byl proveden let při kterém bylo dosaženo nejdelšího úplného zatmění slunce pozorovaného člověkem v délce 74 minut                                                                          |
| 21. ledna 1976     | Současně startovaly dva Concordy k prvním komerčním letům(*) |
| 1979               | Byla zprovozněna první pravidelná nadzvuková linka do USA. |
| 1979               | Při startu ve Washingtonu praskly pneumatiky podvozku a jejich zbytky prorazily křídla. To způsobilo únik paliva a vyvolalo požár. Stroj ale dokázal včas nouzově přistát.                  |
| 25. července 2000  | Jeden Concorde se zřítil krátce po vzlétnutí z Pařížského letiště Charles de Gaulle. |
| 2001               | Po havárii byly obnoveny komerční lety. |
| 24. října 2003     | Přistál na letišti v Londýně poslední letoun na lince z New Yorku. Zájem o lety Concordů začal klesat a ani po zlevnění letenek na polovinu (asi 240 000 Kč) se nepodařilo letadla naplnit. |
| 26. listopadu 2003 | Poslední letoun přelétl z Londýna do muzea ve Filtonu blízko Bristolu, kde byly Concordy vyráběny.                                                                                          |

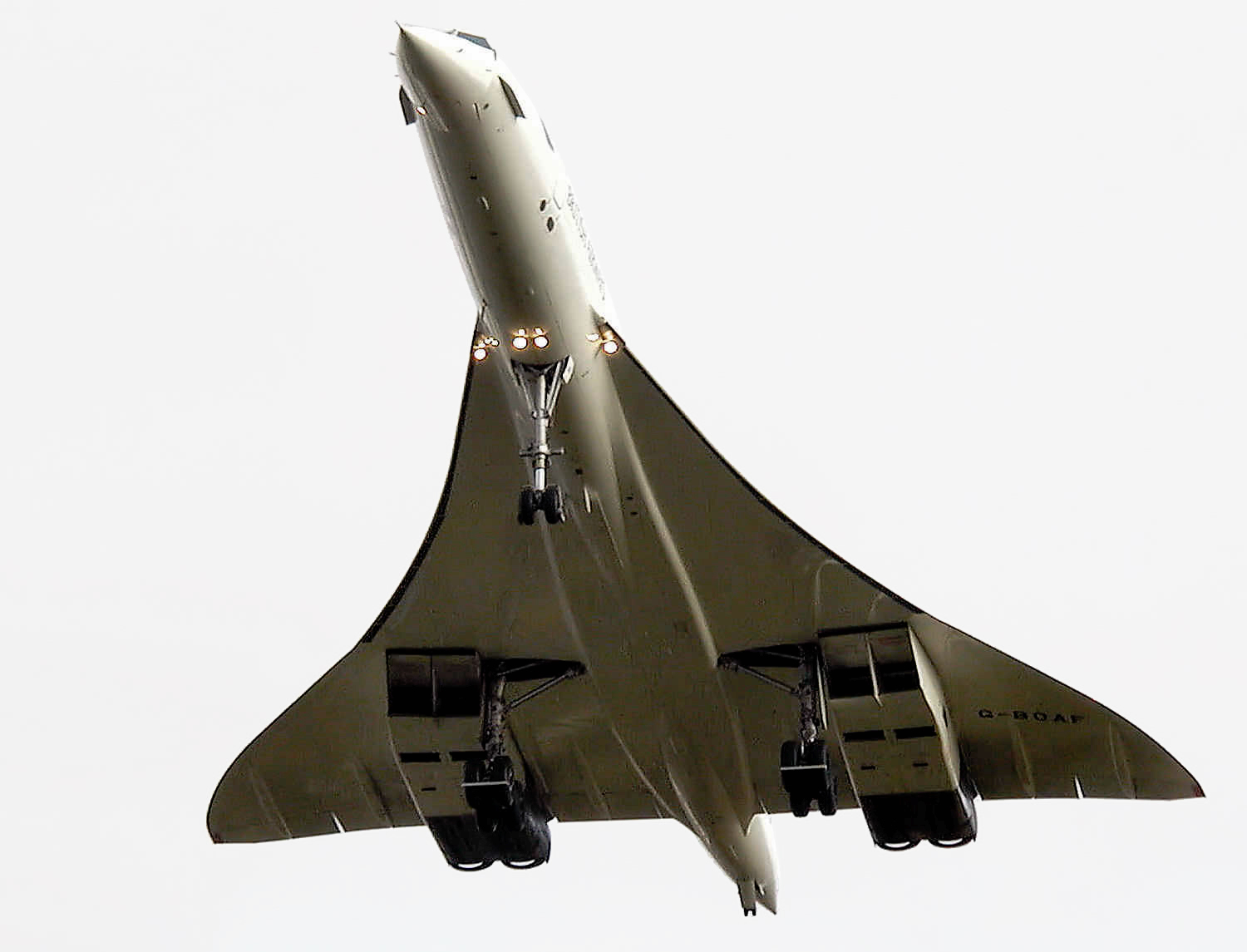
Přistávající Concorde při posledním letu

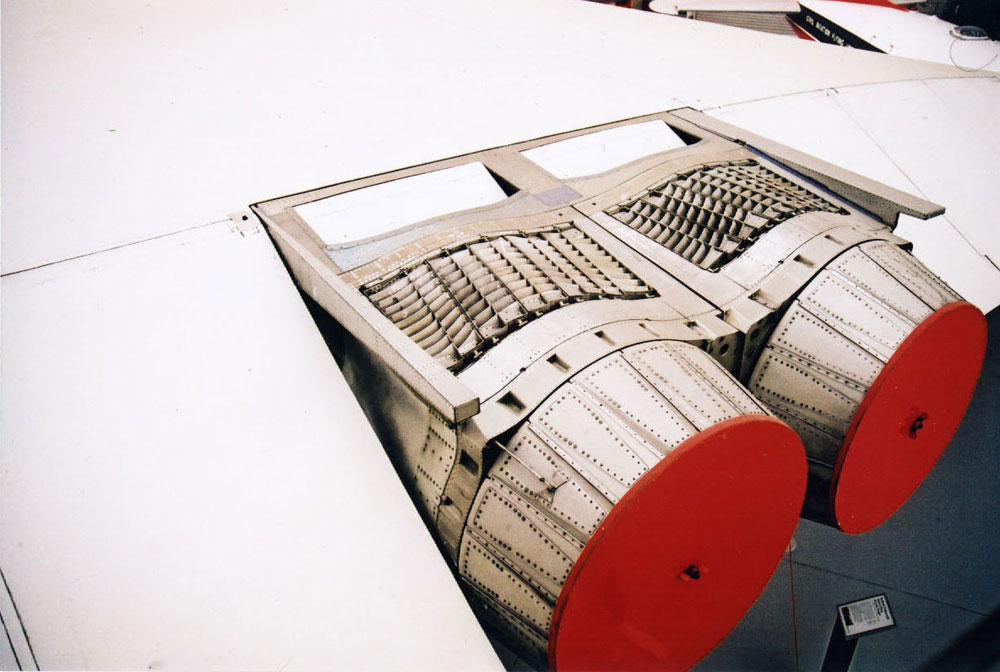
Výstup z motorů

(*) Paříž – Dakar – Rio de Janeiro a Londýn–Bahrajn

## Návštěvy Concorde vČesku
Letadla Concorde přistála několikrát i na pražském letišti Ruzyně.
| 22. října 1986     | G-BOAF |
| 19. října 1996     | G-BOAC |
| květen 1997        | G-BOAE |
| květen 1998        | G-BOAC |
| 29.–30. dubna 2000 | G-BOAB |

## Vyrobená letadla
Uvedeny pouze komerčně nasazované stroje.
| Tovární číslo | Imatrikulace | První let                   | Počet přistání | Nalétáno hodin | Poslední let               | Aktuální umístění                                                                              |
| ------------- | ------------ | --------------------------- | -------------- | -------------- | -------------------------- | ---------------------------------------------------------------------------------------------- |
| 203           | F-BTSC       | 31. 1. 1975 Toulouse        | 3 978          | 11 989         | 25. 7. 2000 AF4590 Charter | Zničen při havárii u Paříže, trosky uloženy na letišti Charlese de Gaulle, Paříž, Francie      |
| 204           | G-BOAC       | 27. 2. 1975 Filton–Fairford | 7 727          | 22 260         | 31. 10. 2003 LHR - MAN     | Letiště Manchester, Spojené království                                                         |
| 205           | F-BVFA       | 27. 10. 1975 Toulouse       | 6 780          | 17 824         | 12. 6. 2003 CDG - IAD      | Smithsonian Museum‘s Dulles Airport, Washington, D.C., USA                                     |
| 206           | G-BOAA       | 5. 11. 1975 Filton–Fairford | 8 064          | 22 769         | 12. 8. 2000 JFK - LHR      | Skotské muzeum letectví u Edinburghu, Spojené království                                       |
| 207           | F-BVFB       | 6. 3. 1976 Toulouse         | 5 473          | 14 771         | 24. 6. 2003 AF4406         | Auto & Technik Museum Sinsheim, Německo                                                        |
| 208           | G-BOAB       | 18. 5. 1976 Filton–Fairford | 7 810          | 22 297         | 15. 8. 2000 BA002P         | Letiště Heathrow, Londýn, Spojené království                                                   |
| 209           | F-BVFC       | 19. 7. 1976 Toulouse        | 4 358          | 14 322         | 27. 6. 2003 AF6903         | Továrna Airbus, Toulouse, Francie                                                              |
| 210           | G-BOAD       | 17. 3. 1977 Filton–Fairford | 8 406          | 23 397         | 17. 11. 2003 LHR–BGI       | Muzeum na letadlové lodi USS Intrepid, New York, USA                                           |
| 211           | F-BVFD       | 10. 2. 1977 Toulouse        | 1 929          | 5 814          | 27. 5. 1982 AF4586 Charter | Poškozen při přistání v Dakaru 11/1977, sešrotován 1994, špička ve sbírce amerického milionáře |
| 212           | G-BOAE       | 17. 3. 1977 Filton–Fairford | 8 383          | 23 376         | 17. 11. 2003 LHR–BGI       | Grantley Adams International Airport, Barbados                                                 |
| 213           | F-BTSD       | 26. 6. 1978 Toulouse        | 5 135          | 12 974         | 14. 6. 2003 AF380Y         | Letiště Le Bourget, Paříž, Francie                                                             |
| 214           | G-BOAG       | 21. 4. 1978 Filton–Fairford | 5 633          | 16 239         | 5. 11. 2003 JFK–BFI        | Muzeum letectví, Seattle, USA                                                                  |
| 215           | F-BVFF       | 26. 12. 1978 Toulouse       | 4 259          | 12 421         | 11. 6. 2000 AF4586 Charter | Letiště Charlese de Gaulla, Paříž, Francie                                                     |
| 216           | G-BOAF       | 20. 4. 1979 Filton–Fairford | 6 045          | 18 257         | 26. 11. 2003 LHR–Filton    | Bristol Aviation Heritage Centre, Spojené království                                           |

## Specifikace

### Technické údaje
- Posádka: 3 (dva piloti a palubní inženýr)
- Kapacita: 92–120 cestujících
- Délka: 61,66 m
- Rozpětí: 25,6 m
- Výška: 12,2 m
- Nosná plocha: 358,28 m²
- Hmotnost (prázdný): 78 700 kg
- Užitečné zatížení: 111 130 kg
- Maximální hmotnost při pojíždění: 187 000 kg
- Maximální vzletová hmotnost: 185 070 kg
- Pohonná jednotka: 4× proudový motor Rolls-Royce/Snecma Olympus 593 s přídavným spalováním každý o tahu 169 kN (140 kN bez příd. spalování)

### Výkony
- Maximální rychlost: 2,04 M (≈1,354 mph, 2 179 km/h, 1 176 uzlů) v cestovní výšce
- Cestovní rychlost: 2,02 M (≈1,340 mph, 2 158 km/h, 1 164 uzlů) v cestovní výšce
- Dolet: 7 222,8 km
- Dostup: 18 300 m
- Počáteční stoupavost: 50,8 m/s[13]
- Tah/Hmotnost: 0,373
- Spotřeba paliva: 46,85 lb/mi (13,2 kg/km) pro maximální dolet
- Maximální teplota špičky nosu: 130 °C